# Corbières (wijn)
Corbières is een Franse wijn uit de Languedoc, afkomstig uit het bergmassief Corbières. 

## Variëteiten
Corbières kan zowel rood, wit (2%) als rosé (3,5%)  zijn. De rode wijn wordt verreweg het meest geproduceerd. 

## Kwaliteitsaanduiding
De wijn heeft sinds 1985 een AOC-AOP-status. Ze is qua oppervlak en productie de grootste AOC in de Languedoc en de 4e van Frankrijk. 

## Toegestane druivensoorten
- Rood en rosé: Carignan (maximaal 50%) aangevuld met Syrah, Grenache Noir, Mourvèdre, Lladoner Pelut en/of Cinsault (20% voor de rode en 70% voor de rosé).
- Wit: Bourboulenc, Grenache Blanc, Maccabeu, Clairette, Marsanne, Roussanne, Rolle, Terret blanc, Picquepoul en Muscat (maximaal 10%)

## Gebied
Het gebied ligt in het departement Aude en omvat 87 gemeenten. 

## Terroir
De bodem is van klei en kalksteen, met talrijke variaties: 
- rode zandsteen in Boutenac
- steenachtige terrassen in Lezignan
- grijze mergel in Queribus en Serviès
- leisteen in de Hautes Corbières
- koraal kalksteen in de buurt van de Middellandse Zee.

Op basis van de verschillen in de bodem, maar ook in het klimaat heeft men in 1991 11 verschillende terroirs onderscheiden: 
- Montagne d'Alaric: Dit gebied ligt in het noorden van de Corbières aan de voet van deze berg en ten zuiden van de autoroute tussen Carcasonne en Narbonne. Het heeft kalkhoudende terrassen met kiezel. Het gebied is relatief warm en er valt meer neerslag dan elders in de Corbières. M.n. Grenache en Syrah doen het er uitstekend. De rode wijnen zijn soepel met kruidige aroma's en tonen van fruit en bloemen. Er worden ook frisse witte- en rosé wijnen gemaakt.
- Saint-Victor: Dit gebied ligt in het centrale deel van de Corbières op een plateau op 150-300 m hoogte. Het is genoemd naar de kluizenaarskapel die op 400 m hoogte staat. Het gebied omvat 7 dorpen. De bodem bestaat uit kalkhoudende kleigrond. Er heerst een Mediterraan klimaat. Ze brengt rijke en volle rode wijnen voort van m.n. Syrah, Carignan en Grenache. Er worden hier ook veel rosé wijnen gemaakt.
- Fontfroide: Het gebied ligt in het noordoosten en dicht bij zee, maar daarvan gescheiden door het Massif de Fontfroide. Het heeft daardoor een warm en droog klimaat en is daarom zeer geschikt voor Mourvèdre. De rode wijnen zijn intens en krachtig en zijn gebaat bij flesrijping.
- Quéribus: Het is het meest zuidwestelijk gebied en ligt op 250-400 m hoogte. Het is genoemd naar de burcht Quéribus die op 800 m hoogte lig.
- Boutenac: Heeft een eigen appellation Corbières-Boutenac.
- Termenès: Dit gebied ligt in het westen tegen de Limoux aan. Het ligt op 400 - 500 m boven zeeniveau en is daarmee het hoogste in dit wijngebied. De hellingen zijn van klei en kalk en de terrassen van leisteen. Het klimaat is relatief koel.
- Lézignan: Dit gebied ligt het meest noordelijk tegen de Minervois aan. Het heeft kiezelhoudende plateaus en terrassen. Het is er warm en vruchtbaar. Ze brengt gulle, volle en soepele wijnen voort.
- Lagrasse: Dit gebied ligt noordwestelijk van het centrale deel op 150 - 250 m hoogte. Het is genoemd naar de abdij van Lagrasse en ligt in de vallei van de Orbieu. De bodem is van kalksteen bedekt met rode mediterrane grond. Door de wat hogere ligging wordt de hitte wat afgezwakt. Het geeft krachtige rode wijnen m.n. door de laatrijpende druiven Carignan, Mouvèdre en Grenache. Daarnaast brengt de Lagrasse ook levendige witte wijnen voort.
- Sigean: Grootste terroir van de Corbières gelegen aan zee aan de oostkant van het gebied. De bodem bestaat uit kalk, maar ook op diverse plaatsen gecombineerd met kiezel. Door de combinatie met het warme en droge Mediterrane klimaat dat er heerst brengt het warme, rijke rode wijnen voort.
- Durban: Dit gebied ligt in het zuidoosten en wordt van de zee gescheiden door een 600 m hoge rotspartij. Het is er dus zeer droog en warm. Door de combinatie met de arme bodem brengen het intense, krachtige wijnen voort die meestal goed kunnen ouderen.
- Serviès: Dit gebied ligt bij Carcasonne in het noordwesten. Het klimaat wordt hier meer beïnvloed door Atlantische invloeden. Er heerst veel droogte, maar er komen in de zomer ook flinke onweersbuien voor. De rode wijnen zijn elegant en vooral gemaakt van Syrah, Grenache en Carignan. Er wordt ook rosé geproduceerd.

Tegenwoordig worden er 4 productiegebieden onderscheiden: 
- le terroir des Hautes Corbières: Termenès, Quéribus, Saint-Victor
- le terroir de Corbières Méditerranée
- le terroir des Corbières centrales
- le terroir des Corbières d'Alaric

## Opbrengst en productie
- Areaal is 13.500 ha.
- Opbrengst is gemiddeld 45 hl/ha.
- Productie bedraagt 587.000 hl, waarvan ca. 150.500 hl (26%) wordt geëxporteerd.

## Producenten
2.206 wijnboeren:
- 33 coöoperaties
- 289 private producenten